# Raffaella (album 1978)
Raffaella è il nono album della cantante italiana Raffaella Carrà, pubblicato nel 1978 dall'etichetta discografica CBS e distribuito dalle Messaggerie Musicali di Milano.

## Il disco
Quarto album con il nome di battesimo dell'artista nel titolo, ancora con suoni prettamente eurodisco, contiene alcune delle hit più famose della soubrette. Su tutte la canzone Tanti auguri notissima sigla iniziale del varietà televisivo di intrattenimento Ma che sera, condotto dalla stessa Raffaella su Rai 1.
Ha raggiunto complessivamente il 42º posto tra i 33 giri più venduti nel 1978, con un picco massimo all'undicesimo durante l'anno.
Fotografie di Chiara Samugheo.
Dal 2 giugno 2023 l'album è disponibile su tutte le piattaforme digitali, tra cui Spotify.

## Versioni internazionali
Oltre ai singoli prodotti in Italia e distribuiti anche all'estero, esclusivamente per il mercato ispanico ed internazionale sono stati pubblicati:
- Hay que venir al sur/Soy negra - Lato A: versione in spagnolo di Tanti auguri curata da Manolo Díaz; lato B: Sono nera esiste solo cantato in italiano[7]
- Lucas/California - Versioni in spagnolo con i testi di Luis Gomez Escolar[8]
- Lola/Black Cat - Lola è la traduzione spagnola, ancora di Escolar, del brano in italiano intitolato Tango.[9]

L'album distribuito in Spagna, Colombia, Venezuela, Uruguay e Stati Uniti ha titolo Hay que venir al sur, mantiene artwork e disposizione tracce della versione italiana, ma con i brani tradotti in spagnolo (tranne Sono nera e Amoa) con Tango sostituito dalla sua traduzione Lola. Nella versione messicana le tracce sono ordinate in modo diverso.
- 1978 - Hay que venir al sur (CBS S 86065, Spagna)[10][11][12]
- Lato A: 1. Black Cat, 2. Soy Negra (italian version), 3. Bailando en el sol (english version), 4. Lola, 5. Amoa (italian version)
- Lato B: 1. Hay que venir al sur, 2. Lucas, 3. California (spanish version), 4. Nos veremos mañana, 5. Un millòn de dolares (english version)
- Adattamenti in spagnolo: per Lola, Lucas, California e Nos veremos mañana di Luis Gómez Escolar; Hay que venir al sur di Manolo Díaz

Nel resto del mondo (Jugoslavia, Iran, Paesi Bassi, Turchia, Giappone, Canada, Grecia, Australia, Germania) il disco è stato distribuito con il titolo Raffaella mantenendo i brani in italiano, artwork e identica disposizione delle tracce. Anche in Portogallo e Brasile è stata distribuita la versione con le tracce in italiano.
In Argentina il disco è intitolato Raffaella, ha le tracce in spagnolo come anche in Cile, dove però è stata inserita la canzone Fiesta al posto di Amoa. In Costa Rica sono state inserite Bobo step, Rumores, Fuerte fuerte fuerte, Vida e 0303456, omettendo Black Cat, California, Dancin' in the Sun e A Million Dollars.
L'edizioni per il Regno Unito, Israele e Sudafrica contengono le versioni in inglese di A far l'amore comincia tu (Do it, do it again) e California (generalmente distribuita all'estero in spagnolo ed italiano), oltre alla traccia aggiuntiva Rumore.

## Cover
Alcuni brani sono stati riutilizzati da Gianni Boncompagni nel programma televisivo Non è la RAI da lui stesso ideato, scritto e diretto.
- Sono nera
Interpretata a "Rock & Roll" nella seconda edizione del programma (92/93) da Ilaria Galassi, che suona il suo sassofono mentre viene doppiata da Antonella Tersigni, e successivamente ripresa nella terza.[17] Il brano è reperibile nella compilation su CD Non è la Rai 2 del 1993.
- Luca
Cantata da Roberta Modigliani, doppiata da Alessia Marinangeli, prima nello speciale Capodanno con Canale 5 (1992), poi nella seconda edizione del programma (92/93) e a "Rock & Roll" nel 1993, infine ripresa nella terza edizione (93/94).[18] È contenuta nell'album Non è la Rai (1993).
- California
Interpretata a "Rock & Roll" da Emanuela Panatta e Pamela Petrarolo, doppiate rispettivamente da Letizia Mongelli e Stefania Del Prete, nella seconda edizione del programma (92/93) e successivamente ripresa nella terza (93/94).[19] Brano ricantato e pubblicato nella raccolta in CD Affatto deluse – Che programma![20]

## Tracce
Edizioni musicali Sugar Music (ABR Anteprima).

Testi di Gianni Boncompagni, musiche di Gianni Boncompagni e Paolo Ormi.
Lato A
1. Black Cat – 3:54 (testo: con Ann Reid Collin – musica: con Franco Bracardi)
2. Sono nera – 3:45
3. Dancin' in the Sun – 3:40 (testo: con Ann Reid Collin)
4. Tango – 3:00 (testo: con Gino Landi)
5. Amoa – 3:25

Lato B
1. Tanti auguri – 3:50 (testo: con Daniele Pace)
2. Luca – 3:53
3. California (english album version) – 3:58 (testo: con Ann Reid Collin – musica: con Franco Bracardi)
4. Ci vediamo domani – 3:10
5. A Million Dollars – 2:50 (testo: con Ann Reid Collin)

## Classifiche
| Classifica (1978) | Posizione massima       |
| ----------------- | ----------------------- |
| Italia            | 11                      |
| Italia            | 42 (classifica annuale) |
| Argentina         | 5                       |
| Grecia            | 5                       |